# Final Four Cup femminile under 20 2014
La Final Four Cup femminile under 20 2014 si è svolta dal 16 al 19 ottobre 2014 a Lima, in Perù: al torneo hanno partecipato quattro squadre nazionali Under-20 nordamericane e sudamericane e la vittoria finale è andata per la prima al Perù.

## Impianti
|                                                                         |  |  |
|                                                                         |  |  |
| Coliseo Eduardo Dibós Città: Lima Capienza: 4 900 Anno d'apertura: 1989 |  |  |

## Regolamento

### Formula
Le squadre hanno disputato una prima fase a gironi con formula del girone all'italiana; al termine della prima fase:
- Le prime due classificate hanno acceduto alla finale.
- La terza e la quarta classificata hanno acceduto alla finale per il terzo posto.

### Criteri di classifica
Se il risultato finale è stato di 3-0 sono stati assegnati 5 punti alla squadra vincente e 0 a quella sconfitta, se il risultato finale è stato di 3-1 sono stati assegnati 4 punti alla squadra vincente e 1 a quella sconfitta, se il risultato finale è stato di 3-2 sono stati assegnati 3 punti alla squadra vincente e 2 a quella sconfitta.
L'ordine del posizionamento in classifica è stato definito in base a:
- Numero di partite vinte;
- Punti;
- Ratio dei set vinti/persi;
- Ratio dei punti realizzati/subiti;
- Risultati degli scontri diretti.

## Squadre partecipanti
| Squadra         | Qualificazione      | Ultima partecipazione |
| --------------- | ------------------- | --------------------- |
| Argentina       | -                   | Debutto               |
| Cuba            | -                   | Debutto               |
| Perù            | Paese organizzatore | Debutto               |
| Rep. Dominicana | -                   | Debutto               |

## Torneo

### Prima fase

#### Risultati
| 16 ottobre 2014 Coliseo Eduardo Dibós, Lima Durata: 1h:04 - Spettatori: 500   | Rep. Dominicana | 3 - 0 | Cuba            | 25-16, 25-20, 25-19               |
| 16 ottobre 2014 Coliseo Eduardo Dibós, Lima Durata: 1h:53 - Spettatori: 2 000 | Perù            | 3 - 2 | Argentina       | 26-24, 19-25, 25-19, 15-25, 15-10 |
| 17 ottobre 2014 Coliseo Eduardo Dibós, Lima Durata: 1h:47 - Spettatori: 400   | Argentina       | 3 - 2 | Rep. Dominicana | 25-23, 25-19, 20-25, 23-25, 15-3  |
| 17 ottobre 2014 Coliseo Eduardo Dibós, Lima Durata: 1h:35 - Spettatori: 1 800 | Perù            | 3 - 1 | Cuba            | 23-25, 25-20, 25-14, 25-13        |
| 18 ottobre 2014 Coliseo Eduardo Dibós, Lima Durata: 1h:00 - Spettatori: 500   | Cuba            | 0 - 3 | Argentina       | 10-25, 8-25, 17-25                |
| 18 ottobre 2014 Coliseo Eduardo Dibós, Lima Durata: 1h:15 - Spettatori: 3 000 | Perù            | 3 - 0 | Rep. Dominicana | 28-26, 25-17, 25-13               |

#### Classifica
| Pos | Squadra         | Pt | G | V | P | SV | SP | Ratio | PF  | PS  | Ratio |
| --- | --------------- | -- | - | - | - | -- | -- | ----- | --- | --- | ----- |
| 1   | Perù            | 12 | 3 | 3 | 0 | 9  | 3  | 3,000 | 276 | 231 | 1,195 |
| 2   | Argentina       | 10 | 3 | 2 | 1 | 8  | 5  | 1,600 | 286 | 230 | 1,243 |
| 3   | Rep. Dominicana | 7  | 3 | 1 | 2 | 5  | 6  | 0,833 | 226 | 241 | 0,938 |
| 4   | Cuba            | 1  | 3 | 0 | 3 | 1  | 9  | 0,111 | 162 | 248 | 0,653 |

### Fase finale

#### Finale 3º posto
| 19 ottobre 2014 Coliseo Eduardo Dibós, Lima Durata: 1h:02 - Spettatori: 3 000 | Rep. Dominicana | 3 - 0 | Cuba | 25-15, 25-20, 25-16 |

#### Finale
| 19 ottobre 2014 Coliseo Eduardo Dibós, Lima Durata: 1h:34 - Spettatori: 4 500 | Perù | 3 - 1 | Argentina | 25-19, 25-21, 17-25, 25-17 |

## Classifica finale
| Pos     | Squadra         | Rosa |
| ------- | --------------- | --- |
| Oro     | Perù            | Formazione: 1 Del Valle, 2 Palma, 3 Regalado, 4 Cuba, 5 Almeida, 7 Urrutia, 8 Frías, 9 Briceño, 12 Leyva, 13 Villacorta, 16 Delgado, 18 Gómez, CT: Escudero          |
| Argento | Argentina       | Formazione: 1 Herrera, 2 Frangella, 5 Enrique, 6 Hiruela, 7 Benítez, 8 Piccolo, 9 Verasio, 11 Tosi, 12 Torino, 14 Bulaich, 16 Michel Tosi, 19 Rodríguez, CT: Nazabal |
| Bronzo  | Rep. Dominicana | Formazione: 1 González, 3 Lalane, 4 Peralta, 6 Hernández, 7 Guillén, 8 Martínez, 9 Navarro, 13 Matos, 14 Pérez, 15 Rondón, 17 Jorge, 18 Rosario, CT: Ceccato         |
| 4.      | Cuba            | Formazione: 1 Castillo, 4 Martínez, 5 Casanova, 7 Palma, 8 Aguilera, 10 Medina, 11 Herrera, 15 Massip, 16 Aguero, 17 Hernández, CT: Fernández                        |

## Premi individuali
| Premio                 | Nome               | Squadra         |
| ---------------------- | ------------------ | --------------- |
| MVP                    | Shiamara Almeida   | Perù            |
| Miglior realizzatrice  | Sol Piccolo        | Argentina       |
| Miglior servizio       | Natalia Martínez   | Rep. Dominicana |
| Miglior difesa         | Sabrina Torino     | Argentina       |
| Miglior ricevitrice    | Ángela Leyva       | Perù            |
| Miglior palleggiatrice | Shiamara Almeida   | Perù            |
| Miglior opposto        | Massiel Matos      | Rep. Dominicana |
| Miglior schiacciatrice | Sol Piccolo        | Argentina       |
| Miglior schiacciatrice | Vielka Peralta     | Rep. Dominicana |
| Miglior centrale       | Coraima Gómez      | Perù            |
| Miglior centrale       | Candelaria Herrera | Argentina       |
| Miglior libero         | Sabrina Torino     | Argentina       |